# Østrigsgades Skole
Østrigsgades Skole var en københavnsk kommuneskole på Amager beliggende mellem Østrigsgade, Donaugade, Serbiensgade og Ungarnsgade, hvor også annekset bygget 1932, "den lille skole", ligger. Skolen fyldte 100 år i 2006 og lukkede to år senere i forbindelse med en fusion, der blev til den nuværende Lergravsparkens Skole.

## Historie
I 1904 solgte grosserer Herman Ebert en af sine grunde i Bellevue-kvarteret til Københavns Kommune for kr. 27.202 til et planlagt skolebyggeri. Arkitekt Osvald Rosendahl Langballe tegnede en skolebygning i såkaldt kommunal italiensk renæssance-stil og året efter bevilgede Københavns Borgerrepræsentation den nette sum af 254.000 kroner til bygning af Østrigsgades Skole, eller Østerrigsgade, som den hed og brugtes endnu indtil 1932, fordi navnet på nationen stavedes sådan i tiden.
Østrigsgades Skole oprettedes som kommunal friskole efter en offentlig debat, hvor der i avisartikler plæderedes for betalingsskoler, de såkaldte "kroneskoler". Skolen begyndte officielt sit virke den 1. april 1906. Skolebygningen blev dog først taget i brug den 13. august samme år.
Med udgangen af skoleåret 2007-2008 blev Østrigsgades Skole sammenlagt med Sundpark Skole med det nye navn Lergravsparkens Skole.

## Personalia
Skolens første inspektør (1906-16) blev den senere viceskoledirektør, Lars Arild Sørensen (1862–1945), der bevarede sin tilknytning til skolen til sin død. Efterfølgende overtog først (1917-19) Vilhelm Gustav Zangenberg (1870–1919) og efter dennes død (1920-33) Anders Ove Larnøe (1875–1933). Også den efterfølgende inspektør (1933-52) Niels Christian Hjelme (1887–1952) døde som sine to forgængere i embedet og blev afløst (1952-75) af Hans Jørgen Ude Haahr (1905–1985).
Herefter fulgte Per Sørensen (1975-92), Marianne Bergquist (1992-98) og Jan Thenning Andersen (1998-2004). Torben Vorstrup beklædte stilingen som den sidste fra 2004-08.